# カスミチョウチョウウオ
カスミチョウチョウウオ（霞蝶々魚、学名：Hemitaurichthys polylepis）は、スズキ目チョウチョウウオ科に分類される魚類の一種。和名は海中が霞むほど大きな群れを作ることに由来する。英名は白の模様をピラミッドに喩えている。

## 形態
- 全長は約18cm[1]。
- 頭部は褐色[2]。
- 体側の大部分と尾鰭、腹鰭は白い[2]。
- 背鰭や臀鰭は黄色い[2]。

よく似た種

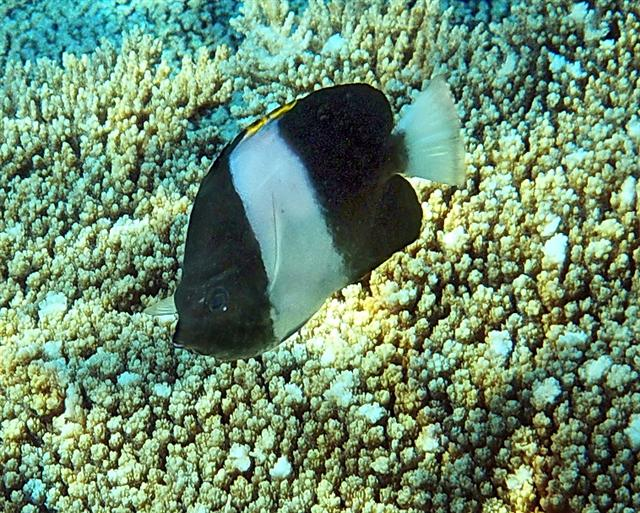
Black pyramid butterflyfish

インド洋には同属のBlack pyramid butterflyfishが生息している。本種の模様は黄と白であるのに対し、インド洋のものは黒と白である。両種の分布域はインドネシア西岸付近で重なる。

## 生態
チョウチョウウオ科の魚の中では珍しくプランクトンを主に食べる。
水深60mまでの潮の流れが速いドロップオフで大群を作る。

## 分布
西・中部太平洋、インド洋の一部（インドネシア西岸、クリスマス諸島など）。日本では和歌山県以南に分布する。

## 人とのかかわり
観賞魚。性格は大人しく飼育は容易。